# Włodzimierz Lubański
Włodzimierz Leonard ("Włodek") Lubański (Gliwice, 28 februari 1947) is een Poolse voormalig voetballer en trainer. Hij wordt beschouwd als een van de beste Poolse voetballers ooit.

## Spelerscarrière
Włodzimierz Lubański was een aanvaller die van 1963 tot 1975 voetbalde voor de Poolse topclub Górnik Zabrze waarmee hij zes keer kampioen speelde.
In 1963, op 16-jarige leeftijd, debuteerde Lubański in de nationale ploeg van Polen. Net geen 10 jaar later veroverde hij met Polen een gouden medaille op de Olympische Spelen in München. Tijdens de kwalificatiewedstrijd tegen Engeland op 6 juni 1973 scheurde hij zijn ligamenten na een zware tackle van Roy McFarland. De Poolse aanvaller kwam twee jaar niet aan voetballen toe en miste daardoor het WK 1974 waarop Polen derde werd. Op het WK 1978 was hij er wel bij. In 1980 speelde hij zijn laatste interland.
In 1975 kon het ambitieuze Belgische KSC Lokeren de al wat oudere centrumspits, die opnieuw fit was na een twee jaren durende revalidatie ten gevolge van een zware meniscusblessure, voor een bescheiden bedrag aankopen van Zabrze. Omdat Lubanski's sportprestaties wellicht toch niet meer het topniveau van weleer zouden halen, kreeg hij, ook omwille van zijn sportieve verdiensten voor zijn vaderland, zeer uitzonderlijk, twee jaar voor de vereiste leeftijd van dertig jaar, toch al de toestemming van het communistische regime in Polen voor een transfer naar het buitenland. Het regime stelde wel als voorwaarde dat hij niet naar een Europese topclub (zoals het geïnteresseerde Real Madrid of AS Monaco) zou verhuizen. De ervaren Pool met een rijkgevuld palmares integreerde zich vlot in de Lokerse gemeenschap waar hij erg populair werd en zich met zijn gemoedelijk karakter, technisch vermogen en tactisch inzicht al snel opwierp tot een van de leiders van de ploeg en vaderfiguur voor de jongere spelers. Met Wlodek Lubanski werd Sporting Lokeren een subtopper waarvoor hij zeven seizoenen speelde. In die jaren kreeg hij o.m. het gezelschap van zijn landgenoot Grzegorz Lato en de Deen Preben Larsen waarmee hij een succesvol aanvalstrio, de zgn. "drie L'en" vormde. Zo werd hij met Lokeren herfstkampioen in het seizoen 1979-1980 en vice-kampioen, Belgisch bekerfinalist en kwartfinalist in de UEFA-cup in het seizoen 1980-1981.
In 1982 ruilde Lubański Lokeren voor de Franse tweedeklasser Valenciennes waarmee hij kampioen speelde en met 28 doelpunten zelfs nog topscorer van Division 2 werd. Helemaal uitbollen deed hij nog twee seizoenen bij Stade Quimpérois waar hij in 1994, ondanks veelvuldig blessureleed, zelfs nog topschutter (en even speler-trainer) van de ploeg werd.
De technisch hoogbegaafde Lubanski stond bekend om zijn verfijnde traptechniek, snelheid van uitvoering, 'torinstinct' en tactisch inzicht. Trainer Aimé Antheunis noemde de Poolse midvoor "de Johan Cruijff van het Oostblok" omdat Lubanski altijd drie fases sneller dacht dan de andere spelers. Vandaar dat Lubanski in zijn tijd ook wel eens de blanke Pelé werd genoemd.

## Trainerscarrière
In 1985 keerde de Pool terug naar België waar hij trainer werd van tweedeklasser Racing Mechelen tot 1986. Later werd hij nog tweemaal hulptrainer van Lokeren, in de periode 1987-1990 onder Wim Jansen (na het ontslag van Jansen in februari '88 nog hoofdtrainer) en Aimé Antheunis en in de periode 2006-2009 onder Ariël Jacobs en Georges Leekens.